# Oberamt Eßlingen

Karte der württembergischen Oberämter, Stand 1926

Das Oberamt Eßlingen war ein württembergischer Verwaltungsbezirk (auf beigefügter Karte #13), der 1934 in Kreis Eßlingen umbenannt und 1938 um einige Gemeinden der Kreise Stuttgart-Amt, Kirchheim, Schorndorf und Göppingen zum Landkreis Eßlingen vergrößert wurde. Allgemeine Bemerkungen zu württembergischen Oberämtern siehe Oberamt (Württemberg).
Der (von 1818 bis 1924) dem Neckarkreis zugeordnete Bezirk grenzte an die Oberämter Göppingen, Kirchheim, Nürtingen, Cannstatt, Schorndorf und Stuttgart.

## Geschichte

Oberamt Esslingen, Gebietsstand 1813, mit den früheren Herrschafts- und Ämtergrenzen

Das Oberamt entstand 1802, nachdem Württemberg die Stadt Esslingen in Besitz genommen hatte. Als Verwaltungsgebäude diente zunächst das bisherige reichsstädtische Rathaus (heutiges Amtsgericht, Ritterstraße 8). Ab 1806 war dort nur noch das Oberamtsgericht untergebracht, während die übrigen Behörden in den benachbarten Ritterbau, vormals Kanzlei des Ritterkantons Kocher, umzogen. Das zunächst nur ehemals reichsstädtisches Gebiet umfassende Oberamt wurde ab 1806 in mehreren Schritten erweitert. Im Jahr 1810 war die Gebietsreform mit der Zuteilung von Nellingen abgeschlossen.

### Ehemalige Herrschaften
Die Bestandteile des Oberamts gehörten im Jahr 1800 zu folgenden Herrschaften:
- Reichsstadt Esslingen
 Neben der Stadt selbst, die auch Mettingen, die Hainbach- und die Heidevororte einschloss, umfasste das Territorium Deizisau, Sirnau, halb Plochingen, Vaihingen und Möhringen. Die beiden letztgenannten Orte kamen 1807 zum Oberamt Stuttgart.
- Herzogtum Württemberg
 Die altwürttembergischen Orte waren auf diverse Ämter verteilt:
  - Zum Oberamt Stuttgart gehörten Nellingen, Oberesslingen mit Hegensberg sowie der württembergische Anteil an Plochingen.
  - Zell und Altbach zählten als „Zeller Stab“ zum Klosteramt Adelberg.
  - Denkendorf und Berkheim gehörten zum Klosteramt Denkendorf.
  - Die aus einem im 16. Jahrhundert aufgehobenen Kloster hervorgegangene Domäne Weil bildete ein eigenes Klosteramt.
  - Köngen und Wendlingen, das sein mittelalterliches Stadtrecht bis 1805 bewahren konnte, gehörten zum Kammerschreibereigut. Das Amt Köngen wurde 1806 erweitert und zum Oberamt erhoben, aber bereits 1808 aufgelöst.
- Hochstift Speyer
 Die 1769 vom Hochstift erworbene, zum Ritterkanton Neckar-Schwarzwald steuernde Herrschaft Neuhausen mit Pfauhausen kam durch den Reichsdeputationshauptschluss zunächst zu Baden, 1806 per Staatsvertrag zu Württemberg.
- Reichsritterschaft
 Beim Ritterkanton Kocher der schwäbischen Ritterschaft war die Herrschaft Steinbach (mit Bodelshofen) der Freiherren von Palm immatrikuliert.

## Gemeinden

### Einwohnerzahlen 1843
Folgende Gemeinden waren 1843 dem Oberamt unterstellt:
| Nr. | frühere Gemeinde | Einwohner evang. | kath.            | heutige Gemeinde          |
| --- | ---------------- | ---------------- | ---------------- | ------------------------- |
| 1   | Eßlingen         | 10204            | 260 128 Israel.  | Esslingen am Neckar       |
| 2   | Aichschieß       | 434              | –                | Aichwald                  |
| 3   | Altbach          | 688              | 1                | Altbach                   |
| 4   | Berkheim         | 703              | 1                | Esslingen am Neckar       |
| 5   | Deizisau         | 1117             | 1                | Deizisau                  |
| 6   | Denkendorf       | 1454             | –                | Denkendorf                |
| 7   | Köngen           | 2167             | 10               | Köngen                    |
| 8   | Nellingen        | 1100             | –                | Ostfildern                |
| 9   | Neuhausen        | –                | 2462             | Neuhausen auf den Fildern |
| 10  | Ober-Eßlingen    | 1419             | 2                | Esslingen am Neckar       |
| 11  | Pfauhausen       | 10               | 486              | Wernau (Neckar)           |
| 12  | Plochingen       | 1870             | 6                | Plochingen                |
| 13  | Steinbach        | 15               | 787              | Wernau (Neckar)           |
| 14  | Wendlingen       | 1244             | –                | Wendlingen am Neckar      |
| 15  | Zell             | 752              | –                | Esslingen am Neckar       |
|     | Summe            | 23177            | 4016 128 Israel. |                           |

### Änderungen im Gemeindebestand seit 1813

Gemeinden und Markungen um 1860

1819 wurde Altbach von Zell getrennt und zur selbständigen Gemeinde erhoben.
1829 wurde Bodelshofen von Steinbach nach Wendlingen umgemeindet.
1842 kam die Gemeinde Aichschieß (mit Krummhardt) vom Oberamt Schorndorf zum Oberamt Esslingen. Dabei wurde die Markung Baach von Aichschieß getrennt und der Gemeinde Schnait (Oberamt Schorndorf) zugeteilt.
1844 wurde Hegensberg (mit Kimmichsweiler) von Oberesslingen getrennt und zur selbständigen Gemeinde erhoben.
1913 wurde Oberesslingen nach Esslingen eingemeindet.
1914 wurde Hegensberg nach Esslingen eingemeindet.
1923 kamen die Gemeinden Rotenberg, Schanbach und Uhlbach vom aufgelösten Oberamt Cannstatt zum Oberamt Esslingen. Im selben Jahr wurde der Wohnplatz Brühl von Stuttgart nach Esslingen umgemeindet.
1927 wurde Sirnau von Deizisau nach Esslingen umgemeindet.
1931 wurde Rotenberg nach Stuttgart eingemeindet und verließ somit das Oberamt.
1937 wurde Uhlbach nach Stuttgart eingemeindet und verließ somit den Kreis.
1938 wurden Pfauhausen und Steinbach zur Gemeinde Wernau (Neckar) vereinigt.

## Amtsvorsteher
mit der Amtsbezeichnung Oberamtmann, seit 1. Oktober 1927 Landrat:
- 1803–1808: Christian Kausler
- 1808–1813: Johann Gottlob Christoph von Seeger
- 1813–1837: Johann Karl von Pistorius
- 1837–1845: Gottlieb Friedrich von Stump
- 1846–1858: Johann Friedrich von Klemm
- 1858–1866: Christoph Anton von Wolff
- 1866–1887: Heinrich Ludwig von Baur
- 1887–1896: Rudolf Schlehner
- 1896–1918: Julius Pommer
- 1918–1933: Benjamin Richter